# Jean-Claude Servan-Schreiber
Jean-Claude Servan-Schreiber (* 11. April 1918 in Paris; † 11. April 2018 ebenda) war ein französischer Journalist und Politiker der gaullistischen Union pour la Nouvelle République (UNR). Er war von 1958 bis 1963 Herausgeber des Wirtschaftsmagazins Les Échos; von 1965 bis 1967 Mitglied der Nationalversammlung.

## Biografie
Jean-Claude Servan-Schreiber wurde 1918 als Sohn von Robert Servan-Schreiber, dem Mitgründer der Finanzzeitung Les Échos, und der Politikerin Suzanne Schreiber, Senatorin der Parti radical, in Paris geboren. Die Familie Servan-Schreiber stammt von preußischen Juden ab, die 1877 nach Frankreich emigriert waren. Er hatte eine Schwester, Marie-Claire, die später den Premierminister Pierre Mendès France heiratete. Der Journalist und Politiker Jean-Jacques Servan-Schreiber war sein Cousin. Von 1927 bis 1934 besuchte er das Lycée Janson de Sailly. 1937 erlangte er an der University of Oxford einen Abschluss in Wirtschafts- und Politikwissenschaften, darüber hinaus schloss er zwei Jahre später die École libre des sciences politiques (Sciences Po) ab und erwarb ein Lizenziat in Rechtswissenschaften.
Während des Zweiten Weltkriegs war er Offizieranwärter und dann Leutnant im 4e régiment de cuirassiers (4. Kürassierregiment), für das er in Flandern, Belgien und Dünkirchen kämpfte. Obwohl er während des Krieges zum Katholizismus konvertiert war, wurde er unter dem Vichy-Regime wegen seiner jüdischen Herkunft gezwungen, die Armee zu verlassen. Nach dem Einmarsch der deutschen Wehrmacht in die „Freie Zone“ Südfrankreichs im November 1942 floh er nach Spanien, wo er in einem Konzentrationslager interniert wurde. Letztlich gelang ihm die weitere Flucht nach Algier, wo er sich im Juni 1943 den Forces françaises libres anschloss. Innerhalb dieser diente er im 5e régiment de chasseurs d’Afrique (5. Afrikanisches Jägerregiment) der Arme blindée et cavalerie. Im August 1944 nahm er an der Landung in der Provence (Operation Dragoon) teil. Er wurde mit dem Croix de guerre 1939–1945 (mit fünf Palmen und Stern), der Médaille militaire und der Médaille des évadés ausgezeichnet.
Nach dem Krieg war er ab 1947 als kaufmännischer Leiter von Les Échos tätig, bei der er 1958 die direktoriale Rolle seines Vaters übernahm, bis die Zeitung 1963 verkauft wurde. Überdies trug er 1953 mit seinem Cousin Jean-Jacques Servan-Schreiber zur Gründung von L’Express bei, die damals die politische Ergänzung von Les Échos sein sollte. Außerdem leitete er von 1968 bis 1978 die Régie française de publicité, eine Aktiengesellschaft, welche die Werbung der Sender des französischen öffentlich-rechtlichen Rundfunks verwaltete.
Er war Abgeordneter der UNR–UDT des 11. Wahlkreises des Departments Seine zur Zeit der Zweiten Legislaturperiode der Fünften Republik unter Charles de Gaulle und Mitglied der Nationalversammlung vom 20. Oktober 1965, als Nachfolger Roger Freys, bis zum Ende der Legislaturperiode am 2. April 1967.
Bei der Parlamentswahl 1967 trat Servan-Schreiber im 3. Wahlkreis des Département Saône-et-Loire an und verlor in der zweiten Runde gegen den amtierenden Abgeordneten Gabriel Bouthière. Bei der Parlamentswahl 1968 trat er im 3. Wahlkreis des Département Nièvre für die Union pour la defense de la Republique (UDR) und verlor in der zweiten Runde gegen den amtierenden Abgeordneten François Mitterrand. Bei der Parlamentswahl 1973 trat er im 1. Wahlkreis des Département Gard für die Union des républicains de progrès (URP) an. Bei der Parlamentswahl 1978 trat er im gleichen Wahldistrikt für die Rassemblement pour la République (RPR) an. Zuletzt trat er bei der Parlamentswahl 1981 für die Rassemblement pour la République–Union pour une nouvelle majorité (RPR–UNM) an.
Von 1994 bis 2009 war er Präsident des Institut Arthur Vernes, eines medizinischen Zentrums in Paris. Im Jahr 2010 veröffentlichte er seine Autobiographie Tête haute. Servan-Schreiber war zweimal verheiratet und hatte fünf Kinder. Seine Tochter Fabienne Servan-Schreiber (* 1950) ist eine Filmproduzentin und mit dem sozialistischen Politiker Henri Weber verheiratet; sein Sohn Pierre Servan-Schreiber (* 1955) ist Anwalt.

## Tod
Jean-Claude Servan-Schreiber starb am 11. April 2018 um 13 Uhr, genau 100 Jahre nach seiner Geburt am 11. April 1918 um 13 Uhr.

## Veröffentlichungen
- 1979: Le huron de la famille. Calmann-Lévy, Paris, ISBN 2-7021-0312-X.
- 2010: Tête haute : souvenirs. Éditions Pygmalion, Paris, ISBN 978-2-7564-0350-2.